# Via Farini (Firenze)
Via Luigi Carlo Farini si trova a Firenze, da via dei Pilastri a piazza d'Azeglio.

## Storia
La strada, dedicata al politico ravvennate Luigi Carlo Farini, fu aperta nel 1868 (anno anche della delibera per la titolazione), nell'ambito dei lavori di riqualificazione urbana gravitante attorno a piazza d'Azeglio, secondo il piano regolatore interno della città redatto dall'ingegnere del Comune Luigi Del Sarto. Come le altre strade che immettono nella piazza, anche questa fu interessata dalla creazione di residenze di pregio per la classe dirigente arrivata in città con lo spostamento della capitale da Torino. In particolare, per l'individuazione del suo tracciato e del suo innesto sull'antica arteria di via dei Pilastri, fu sfruttata l'interruzione presente all'interno della schiera degli edifici di quest'ultima corrispondente all'antico ingresso al giardino dei Guadagni.
L'architettura più importante della strada fu comunque realizzata quando la città non era più capitale, ovvero la sinagoga monumentale, avviata nel 1874 e inaugurata nel 1882. La sua cupola in verde rame è tra i punti più riconoscibili del panorama cittadino.

## Note

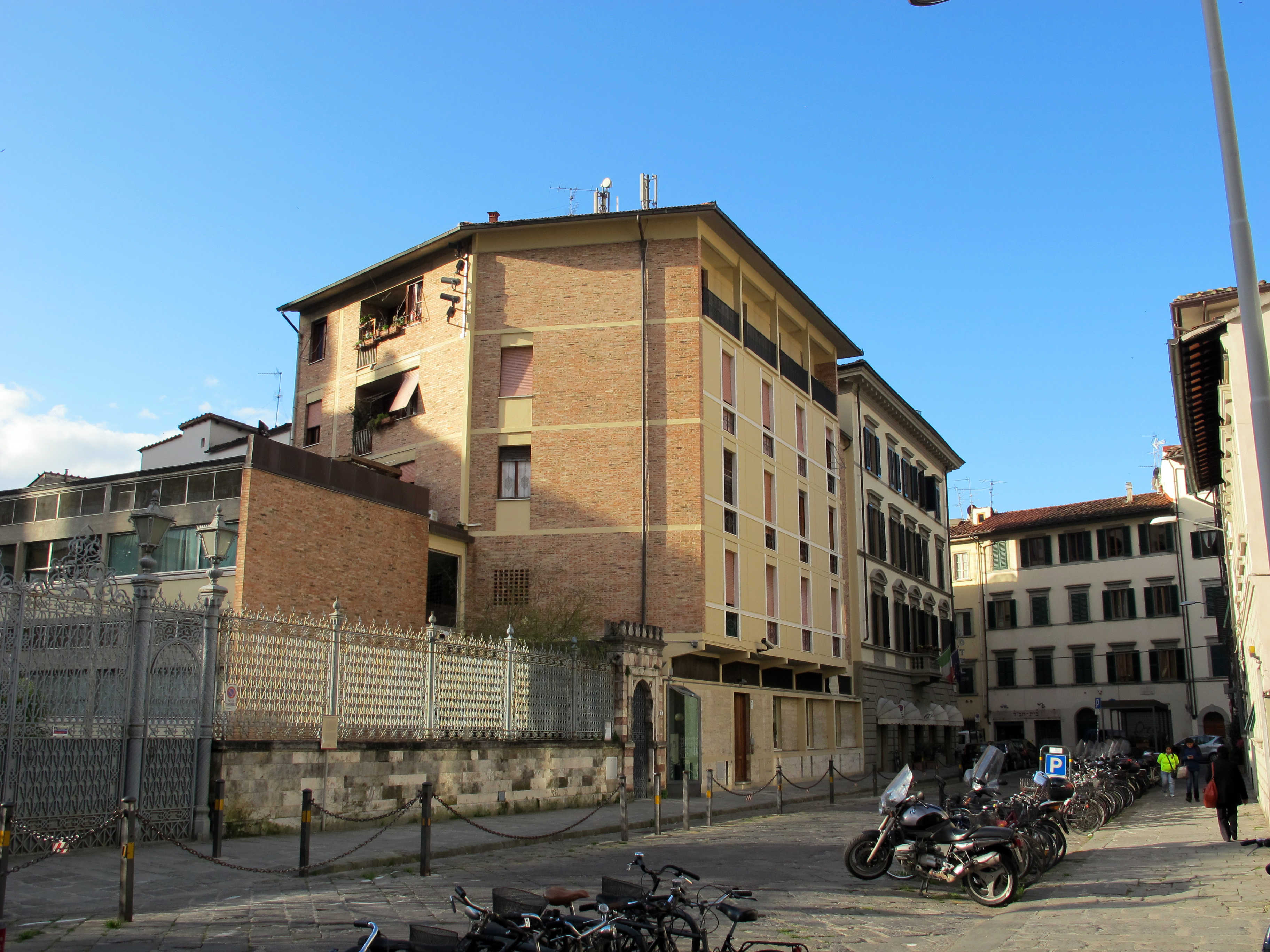
Via Farini

## Descrizione

### Edifici
| Immagine | N°   | Nome                                   | Descrizione |
| -------- | ---- | -------------------------------------- | --- |
|          | 5    | Palazzina                              | Pur non essendo tra gli edifici della strada tra i più significativi e di pregio, la palazzina si distingue per l'ampio piazzale antistante (presumibilmente all'origine un giardino), di modo che la facciata (tre piani per cinque assi, di disegno adeguato al carattere alto borghese della zona e con i consueti riferimenti alla tradizione architettonica locale cinque seicentesca) si trova arretrata rispetto all'asse viario. Il mancato allineamento con gli altri edifici (qui come nel villino Bemporad che segue) potrebbe essere stato consentito dalla particolare localizzazione dell'immobile, posto davanti al Tempio Israelitico, cioè ad uno spazio aperto che interrompe la continuità del fronte stradale e che ugualmente presenta, seppure chiusa da un'alta cancellata, un'ampia zona a giardino. |
|          | 8    | Palazzo Boboli                         | Il palazzo risulta eretto alla fine degli anni sessanta dell'Ottocento su progetto dell'architetto Pietro Marinelli e su commissione del ricco possidente cavalier Cesare Boboli che, essenzialmente interessato all'investimento dei propri capitali in un'area in rapido sviluppo e assolutamente qualificata in senso alto borghese, immediatamente lo vendette alla famiglia Boisset Flori. L'edificio ospita attualmente vari uffici del Dipartimento Istruzione e Cultura della Regione Toscana. |
|          | 9-11 | Palazzina Bemporad                     | L'edificio esprime al meglio l'agio e il decoro borghese della Firenze del tardo Ottocento. Il corpo principale è arretrato rispetto alla strada, in modo da determinare un'ampia zona di rispetto, sistemata a giardino e delimitata, a destra da una porta carraia, a sinistra dall'accesso alla rimessa. Il mancato allineamento con gli altri edifici potrebbe essere stato consentito dalla particolare localizzazione dell'immobile, posto davanti al Tempio Israelitico, cioè ad uno spazio aperto che interrompe la continuità del fronte stradale e che ugualmente presenta, seppure chiusa da un'alta cancellata, un'ampia zona a giardino. |
|          | s.n. | Tempio Maggiore Israelitico di Firenze | Nel 1868, David Levi, presidente dell'Università Israelitica, con legato testamentario destinava i suoi beni alla realizzazione di una nuova sinagoga fiorentina e di un luogo di culto ebraico "degno della città". Cominciò con l'acquisto di un terreno nei pressi del nuovo quartiere della Mattonaia e di piazza d'Azeglio e sorse così fra il 1874 e il 1882 il Tempio Maggiore Israelitico, costruito sulla base di progetti di Marco Treves, coadiuvato dagli architetti Mariano Falcini e Vincenzo Micheli. L'edificio ha una struttura in travertino (bianco) e pomato rosa, è in stile moresco a pianta centrale con cupola mediana e torri laterali con cupolette in facciata. Rientra fra le sinagoghe dette "dell'emancipazione", legate al periodo storico del laicismo statale dopo la Breccia di Porta Pia e la scomunica del Regno d'Italia da parte di Papa Pio IX (1870), che limitando gli influssi del cattolicesimo nella vita pubblica ebbe come conseguenze anche quella di favorire le minoranze religiose, fino ad allora ostacolate o per quanto possibile ostracizzate. |
|          | 10   | Palazzina                              | La palazzina, sorta nell'ambito degli interventi di urbanizzazione dell'area di piazza d'Azeglio a partire dal 1865, si sviluppa per tre piani di inusitata altezza, con una facciata organizzata su sette assi, di chiaro gusto neoquattrocentesco. Al piano terreno è un paramento a rustica in pietra artificiale. L'edificio, come quelli vicini, è dotato di un ampio giardino retrostante, sul quale si affaccia la mole della sinagoga. |
|          | 12   | Palazzina                              | Si tratta di un bell'edificio ottocentesco, sviluppato su tre piani per tre assi, che mostra, rispetto alle altre palazzine della zona per lo più improntate a un insistito stile neorinascimentale, una maggior propensione ai modelli neoclassici, con colonne ioniche che incorniciano le finestre timpanate. Al piano terreno si imposta, centrale, il grande portone, affiancato da due ampie porte carraie. |
|          | 14   | Palazzina Tommaseo                     | Eretta tra il 1869 e il 1870 dall'ingegner Giuseppe Acconci come residenza di Niccolò Tommaseo, in realtà non ospitò mai l'illustre personaggio, morto nella sua casa sul lungarno delle Grazie 20. |
|          | 15   | Villino Marsili Libelli                | In assoluta sintonia con il carattere alto borghese della strada, l'edificio si presenta secondo la tipologia propria dei villini della seconda metà dell'Ottocento, con la facciata organizzata su tre piani per tre assi, il portone centrale sovrastato dal consueto balcone balaustrato. Sulla sinistra, perimetrato da muro e cancellata, è uno spazio a verde di pertinenza. Una targa in marmo posta a lato dell'ingresso presenta i nomi Marsili Libelli. |
|          | 17   | Caserma Vittorio Tassi                 | È qui un semplice e anonimo accesso carrabile che, tramite una strada interna a ingresso controllato, consente di raggiungere la caserma Vittorio Tassi sede del Comando Legione Carabinieri Toscana (già monastero agostiniano di Santa Maria di Candeli), con ingresso principale in via dei Pilastri 54. |
|          | 23   | Scuola Cairoli Alamanni                | Si tratta di un edificio di notevoli dimensioni, posto sull'angolo tra via Luigi Carlo Farini e via della Colonna, sulla quale guarda con il prospetto principale. Nonostante l'evidente pregio della fabbrica non sono state individuate notizie a indicare l'architetto progettista, mentre per quanto riguarda la sua erezione la si può facilmente collocare nel periodo tra il 1870 e il 1880, successivamente all'apertura della via e all'urbanizzazione della zona. L'edificio nacque con destinazione scolastica (scuola Cairoli), a rispondere alle esigenze di un'area residenziale in rapida espansione, ed ospita ancora oggi la scuola materna Cairoli Alamanni. |